# 建陽区
建陽区（けんよう-く）は中華人民共和国福建省南平市に位置する市轄区。武夷山の南麓に位置する。東西112.5km、南北60km。
1994年、県から県級市へ昇格した。2015年3月18日、建陽市が廃止され、建陽区に設置された。同時に南平市の政府機関も延平区から本区内に移転した。

## 行政区画
下部に5街道、8鎮、3郷を管轄する。
- 街道
  - 潭城街道、童游街道、宝山街道、崇陽街道、崇泰街道
- 鎮
  - 将口鎮、徐市鎮、莒口鎮、麻沙鎮、黄坑鎮、水吉鎮、漳墩鎮、小湖鎮
- 郷
  - 崇雒郷、書坊郷、回竜郷

## 交通

### 鉄道
- 中国鉄路総公司
  - 合福旅客専用線
    - 武夷山東駅

  - 峰福線
    - 建陽駅

### 道路
- 高速道路
  - 京台高速道路
  - 寧上高速道路
  - 浦建高速道路
- 国道
  - G205国道